# گیلرمو پریرا
گیلرمو پریرا (انگلیسی: Guillermo Pereyra؛ زادهٔ ۲۰ فوریهٔ ۱۹۸۰) بازیکن سابق فوتبال اهل آرژانتین است که در پست هافبک دفاعی بازی می‌کرد.